# Letizia Camera
Letizia Camera (Acqui Terme, 1º ottobre 1992) è un'ex pallavolista italiana, nel ruolo di palleggiatrice.

## Carriera

### Club
Letizia Camera inizia la sua carriera nelle giovanili dell'Asystel di Novara a partire dal 2007: già nella stagione 2007-08 viene chiamata, in qualche sporadica occasione, nella prima squadra, che disputa il campionato di Serie A1, come terza palleggiatrice. Nella stagione 2008-2009 entra stabilmente in rosa, divenendo seconda palleggiatrice, alle spalle di Marta Bechis, quando Feng Kun viene richiamata per un certo periodo in Cina.
Nell'annata 2009-10 diventa la seconda palleggiatrice effettiva della squadra piemontese, sostituta di Irina Kirillova: giocherà da titolare la finale per il terzo posto in Champions League contro il RC Cannes, persa per 3-0.
Nella stagione 2012-13 viene ingaggiata dall'Imoco di Conegliano, mentre nella stagione successiva veste la maglia del neopromosso Casalmaggiore e poi, nell'annata 2014-15, quella del Busto Arsizio.
Lascia per la prima volta il campionato italiano nella stagione 2015-16 quando si accasa al RC Cannes, militante nella Ligue A francese, con cui si aggiudica la Coppa di Francia; milita nella stessa divisione anche nella stagione successiva vestendo però la maglia dell'Saint-Raphaël, vincendo la Supercoppa francese.
Ritorna in Italia, nuovamente a Novara, per la stagione 2017-18, questa volta all'AGIL, con cui si aggiudica la Supercoppa italiana 2017, due Coppe Italia, venendo premiata nell'edizione 2018-19 come MVP, e la Champions League 2018-19. Per il campionato 2019-20 difende ancora una volta i colori del Casalmaggiore, mentre in quello successivo si trasferisce alla Savino Del Bene di Scandicci, sempre nella massima divisione italiana, dove rimane per un biennio vincendo la Challenge Cup 2021-22.
A partire dalla stagione 2022-23 è invece impegnata con la maglia della Pro Victoria, ma già in quella successiva cambia compagine passando al Pinerolo, ancora una volta in Serie A1: al termine del campionato annuncia il suo ritiro dall'attività agonistica.

### Nazionale
Nel 2010 con la nazionale under 19 vince l'oro al campionato europeo, mentre nel 2011 con la nazionale under 20 vince l'oro al campionato mondiale under 20; nello stesso anno viene inoltre convocata nella nazionale maggiore per disputare alcune partite amichevoli, mentre l'anno successivo partecipa alla prima fase del World Grand Prix 2012.

## Palmarès

### Club
- Coppa di Francia: 1

2015-16
- Coppa Italia: 2

2017-18, 2018-19
- Supercoppa francese: 1

2016
- Supercoppa italiana: 1

2017
- Champions League: 1

2018-19
- Challenge Cup: 1

2021-22

### Nazionale (competizioni minori)
- Campionato europeo under 18 2009
- Campionato europeo under 19 2010
- Campionato mondiale under 20 2011

### Premi individuali
- 2019 - Coppa Italia: MVP